# 蔡運
蔡運，江西行省南安府南康縣（今江西省南康縣）人，明朝政治人物。
蔡運任四川參政，后被罷免返鄉。之後再次被啟用，任賓州知州。永乐年間，因論奸黨被誅殺。